# Gob Squad
Gob Squad ist ein deutsch-englisches postdramatisches Performance-Kollektiv mit Sitz in Berlin.

## Geschichte
Zur Gründungsgeschichte gehört die Teilnahme einiger Studenten der Nottingham-Trent-Universität am Glastonbury Festival im Juni 1992. Dieser Teilnehmerkreis, der sich im Kurs Creative Arts kennengelernt hatte, gab sich für seinen spontan geplanten Auftritt den Namen Gob Squad, der in der deutschen Übersetzung Haufen Gruppe lautet. Die damaligen Dozenten der Nottingham-Trent-Universität stammten auch aus der interdisziplinären Fluxus-Bewegung, die eine Aufhebung der Trennung zwischen Kunst und Alltag anstrebte.
Ein zusätzlicher Einfluss entstand in dieser Vorphase durch das Institut für Angewandte Theaterwissenschaft der Justus-Liebig-Universität Gießen. Diesen Einfluss vermittelten die damaligen Studentinnen Johanna Freiburg und Berit Stumpf während ihres Austauschsemesters in Nottingham. Aus ihrer Zusammenarbeit mit den englischen Studenten, die am Glastonbury Festival teilgenommen hatten, kam es im Jahr 1994 zur Gründung des deutsch-englischen Performancekollektivs Gob Squad. Die Gründungsmitglieder waren Johanna Freiburg, Alex Large, Sean Patten, Liane Sommers, Berit Stumpf und Sarah Thom.
Bei der Gründung wurden folgende Grundsätze vereinbart: Ein Regisseur sollte keine autonome Rolle übernehmen können und klassische Theaterbühnen entfallen als Spielorte. Angestrebt werden die Durchführung von Performances in Echtzeit an realen Orten im öffentlichen Raum. Als Inspirationsquellen dienen insbesondere Film, bildende Kunst, Popkultur und Popmusik. Die Gruppe will außerhalb von institutionellen Strukturen eigene Arbeitsformen entwickeln. In der Anfangszeit fanden mehrstündige Performances beispielsweise auf öffentlichen Parkplätzen, in Wohnhäusern und Einkaufszentren. Schon seit Mitte 1995 wurde die Gruppe durch Veranstalter unterstützt. So traten in Deutschland als Koproduzenten das Frankfurter Theater am Turm, das Berliner Podewil und die Hamburger Kulturfabrik Kampnagel in Erscheinung. Hierzu zählt auch die Teilnahme an der documenta X im Jahr 1997.
Im Jahr 1999 kam Simon Will als neues Gruppenmitglied hinzu. 2001 verließen die beiden Gründungsmitglieder Alex Large und Liane Sommers die Gruppe. Als neue Mitglieder wurden dann Bastian Trost (2003) und Sharon Smith (2007) aufgenommen.
Seit dem Jahr 2000 spielen Passanten oder Zuschauer in den Werken von Gob Squad eine große Rolle. Außer Theater-Performances benutzt die Gruppe auch das Format von Hörspielen, Internet-Performances, Filmen und Videos.

## Mitglieder
Ständige Mitglieder sind Johanna Freiburg, Sean Patten, Sharon Smith, Berit Stumpf, Sarah Thom, Bastian Trost und Simon Will. Folgende Künstler haben mit Gob Squad zusammengearbeitet: Stefan Pucher, Elyce Semenec, Miles Chalcraft, Laura Tonke, Till Müller-Klug, Nina Tecklenburg, Tina Pfurr, Daniel Haaksman und Masha Qrella.

## Auszeichnungen
- 2009: Preis des Goethe-Instituts für Saving the World beim Theaterfestival Impulse in Düsseldorf
- 2012: Einladung zum 49. Berliner Theatertreffen mit Before Your Very Eyes
- 2012: Drama Desk Award für Gob Squad’s Kitchen (You’ve Never Had It So Good)
- 2018: Nominierung für den TBC Award mit Creation (Pictures of Dorian) bei The Offies (The Off West End Theatre Awards) in London[6]
- 2020: Tabori Preis[7]
- 2020: Friedrich-Luft-Preis für Show me a good time[8]
- 2021: Einladung zum Berliner Theatertreffen mit Show me a good time
- 2024: Auszeichnung mit dem Silbernen Löwen[9] auf der Biennale Teatro 2024 in Venedig, Italien.

## Zitat
„Ich möchte anderen begegnen und kann nicht erwarten, dass sie zu mir kommen. Ich muss zu ihnen gehen, ja, ich muss meine Komfortzone verlassen. Das ist es, was Gob Squad immer wieder machen. Allein wäre ich dazu nicht in der Lage. Doch als Teil einer Gruppe, eines Kollektivs, fühle ich mich sicher genug, diese Begegnungen herzustellen und einzugehen. Auch wenn es nur im Namen der Kunst ist, sie finden statt, und das macht mich glücklich.“

## Werke
Ein ausführliches Werkverzeichnis hat Aenne Quiñones in ihrem Buch über Gob Squad veröffentlicht.
- 1994: House → Aktion in einem leerstehenden Wohnhaus in Gießen beim Festival Diskurs 94, Institut für Angewandte Theaterwissenschaft.
- 1995: Work → durationale Performance, bei der Gob Squad in einem Büro eine Woche von Zuschauern beobachtet wird.
- 1997: 15 Minutes To Comply → Performance von fünfzehn Minuten auf einem Bahnsteig einer U-Bahn-Station in Kassel –, entstanden im Rahmen der documenta X in Kassel in Zusammenarbeit mit Stefan Pucher.
- 1997: Close Enough to Kiss → erste Performance in einem Theater in einer Art verspiegelter Glasbox.
- 1998: Calling Laika – a secret meeting under the stars → Performance, bei der aus 30 im Kreis geparkten Autos heraus eine Art Séance abgehalten wird, in der die Performer versuchen, Nachrichten ins All zu senden.
- 1998: What Are You Looking At? → durationale Performance, bei der die Performer in einer verspiegelten Box eingeschlossen eine Party feiern.
- 1999: Safe → Gob Squads erste Bühnenshow, in der die Gruppe versucht, eine Rockband zu sein.
- 2000: Say It Like You Mean It → Performance, in der Gob Squad mit den Zuschauern zusammen den ersten Abend nach dem Weltuntergang verbringt.
- 2001: The Great Outdoors → eine Arbeit für das Podewil in Berlin, wo die Performer nacheinander die Bühne verlassen und über Handys und Video Nachrichten ins Theater senden.
- 2003: Room Service (Help Me Make It Through The Night) → spielt in einem Hotel, in dem Gob Squad – alleine in ihren Zimmern – sich eine Nacht lang von Kameras beobachten lässt.
- 2003: Super Night Shot → Video-Film, der direkt nach seiner Entstehung auf der Straße im Theater gezeigt wird.
- 2004: In diesem Kiez ist der Teufel eine Goldmine → Gob Squads erster Versuch, ein Theaterstück zu inszenieren, René Polleschs dritten Teil der Prater Saga –, statt selber den Text zu sprechen, castet Gob Squad live Passanten auf der Straße für die Hauptrollen.
- 2005: King Kong Club → eine Show, bei der die Zuschauer in Affenkostümen bei Dreharbeiten mitwirken und sich nachher den entstandenen Film angucken können.
- 2006: Me the Monster → eine Art Reintegrations-Programm für Monster.
- 2007: Gob Squad's Kitchen (You've never had it so good) → ein Live-Film-Event auf den Spuren Andy Warhols und der 1960er Jahre.
- 2008: Saving The World → ein 180 Grad Panorama Film.
- 2009: Live Long and Prosper → Two-Screen-Film, in dem Sterbeszenen aus Filmen im öffentlichen Raum neu inszeniert werden.
- 2010: Revolution Now! → Performance, in der mit der Hilfe des Publikums revolutionäre Momente als echter Aufstand für die Kamera dargestellt werden.
- 2011: Before Your Very Eyes → Performance, in der Kinder zwischen acht und vierzehn Jahren von einem "safe-room" aus ihr Leben im Schnellvorlauf durchspielen.
- 2012: We Are Gob Squad and So Are You (Adventures In Remote Lecturing) → eine Lecture-Performance über Authentizität, Wahrheit, Fiktion und die kollektive Identität.
- 2012: The Conversationalist → Tennismatch ohne Ball und ohne Schläger als Teil der Inszenierung des Romans Unendlicher Spaß von David Foster Wallace.
- 2013: Dancing About → mehrteiliges und aus verschiedenen Tänzen bestehendes Stück aus Versatzstücken von Nachtclub, ritueller Zeremonie, Ausdruckstanz und Therapiesitzung.
- 2013: Western Society → die westliche Zivilisation im 21. Jahrhundert wird gezeigt, indem das „am wenigsten angeschaute Video im Netz“ mit Zuschauern nachgespielt und zum Mittelpunkt der Fragen wird, die Gob Squad an sich selbst stellen.
- 2015: My Square Lady → robot-reality-opera, in der einem Roboter mit den Mitteln der Oper Gefühle beigebracht werden.
- 2016: War and Peace → Performance, in der Gob Squad im Format eines Salons des 19. Jahrhunderts Tolstoi Roman wörtlich nimmt und mit Hilfe der Zuschauer und einer Fashion Show die Frage stellt, ob es möglich ist, ein moralisches Leben in einer ethisch unvollkommenen Welt zu führen.
- 2018: Creation (Pictures for Dorian)[11] → Performance, in der Gob Squad mit lokalen Darstellern jüngerer sowie älterer Generation Fragen nach Schönheit, Moral und dem Altern stellen, inspiriert von Oscar Wildes Charakter Dorian Gray.
- 2019: I Love You, Goodbye → Performance-Event im Format einer Kochshow in verschiedenen Editionen aufgeführt.
- 2020: Show me a good time → Eine performative Uhr, die zu jeder vollen Stunde die Verbindung zwischen Theater und der Welt auf die Probe stellt.[12]
- 2021: 1984: Back to No Future  → eine Performance in der Gob Squad in ihr ganz persönliches 1984 zurückreisen.
- 2022: Elephants in Rooms → eine Multi-Video-Installation in 14 Bildschirmen mit chinesischen und indischen Künstler*innen.
- 2022: MonuMoments  → eine performative Installation im öffentlichen Raum, in dem gerahmte Begegnungen zwischen Passant*innen hergestellt werden.
- 2022: Is Anybody Home? → ein interaktiver live-Film in dem Gob Squad jeden Abend aufs Neue die Wohnung und das Leben eines jungen Menschen übernimmt.
- 2023: Handle With Care  → eine nachbarschaftliche Kochshow als performative Handlungsanweisung auf der Suche nach neuen Gemeinschaften.
- 2024: Dancing with our Neighbours  → remake des Stückes Dancing About mit Nachbar*innen.
- 2024: For the Ones We Love → eine performative Installation die Menschen gedenkt, die uns geprägt haben.
- 2025: News from Beyond →  eine performative Seance in der Fragen der Zuschauer*innen von der Welt außerhalb des Theaters beantwortet werden.